# 老鬼當家
《老鬼當家》（英語：The Canterville Ghost）是一部在2023年上映的英國動畫電影，由Kim Burdon和Robert Chandler執導。本片是根據奧斯卡·王爾德的同名短篇小說改編。

## 發行
本片於2023年9月22日在英國上映，於2024年3月29日在台灣上映。